# Maria Grandinetti Mancuso
Maria Grandinetti, nota anche col cognome assunto col matrimonio Maria Grandinetti Mancuso (Soveria Mannelli, 27 agosto 1891 – Roma, 26 aprile 1977), è stata una pittrice e giornalista italiana.
La ricostruzione del catalogo di Maria Grandinetti Mancuso costituisce un'operazione complessa, poiché la quasi totalità dei dipinti si trovano in collezioni private e l'artista non datava quasi mai le sue opere. Fino agli anni venti è di aiuto la monografia pubblicata dal Melli; ma l'artista variava continuamente i titoli.

## Biografia
Maria Grandinetti nacque in un paese della Sila in una famiglia della media borghesia colta: il padre, Giovanni Grandinetti, era ingegnere; la madre Angelina Muraca, casalinga. Nel 1902 la famiglia Grandinetti si trasferì a Napoli; Maria frequentò l'Accademia di belle arti di Napoli dove ebbe fra i suoi insegnanti Michele Cammarano. Nel 1911 sposò l'avvocato Cesare Mancuso, con il quale soggiornò dapprima forse a Bari, e quindi si trasferì a New York; soggiornò nella metropoli americana, dove fece la sua prima mostra di pittura, circa un anno.
Nel 1912 Maria Grandinetti si trasferì a Roma con il marito. Nel maggio del 1914 allestì due mostre personali, entrambe a Roma; le opere suscitarono l'attenzione di Roberto Melli, un artista tra gli animatori dell'avanguardia romana dei primi del XX secolo, il quale rimase da allora uno dei maggiori sostenitori della giovane artista. Probabilmente per incitamento del Melli, la Grandinetti partecipò alla III esposizione della Secessione Romana nel 1915, e alla Secessione romana anche del 1916-17. Nel 1918 partecipò alla Mostra d'arte indipendente con tredici opere, unica donna partecipante accanto a Carlo Carrà, Giorgio De Chirico, Enrico Prampolini e Ardengo Soffici. Nel 1919 aderi' al gruppo di artisti e scrittori che animarono la serie di Valori Plastici.
Con il fascismo, a cui la Grandinetti fu avversa, iniziò un periodo di diminuita attività della pittrice. La Grandinetti si avvicinò alla pittura metafisica; verso la fine degli anni Venti ci fu una nuova svolta nella sua pittura con opere originali nel taglio visivo e nella scelta del colore. Nel 1931 le tele inviate dalla Grandinetti a Parigi per un'importante mostra personale presso la galleria di Jeanne Castel, vi giunsero tagliuzzate, un danneggiamento che l'artista interpretò come una rappresaglia di carattere politico.
Nel dopoguerra la Grandinetti si dedicò all'attività giornalistica e all'impegno politico. Nell'ottobre 1946 fondò la rivista Arte contemporanea, organo ufficiale dell'associazione Bottega di arte contemporanea (poi Bottega d'arte internazionale contemporanea, BAIC).  da lei presieduta. La rivista, che uscì fino al 1968, si interessava di arte in genere (arti figurative, musica, teatro, poesia) ed ricevette i contributi di numerosi collaboratori, anche stranieri, fra cui Virgilio Guzzi, Giuseppe Galassi, Giuliano Briganti, Valerio Mariani e Giordano Falzoni. La Grandinetti interveniva con editoriali riguardanti l'arte e le sue convinzioni politiche libertarie, femministe, pacifiste.
Dopo la morte del marito (4 maggio 1975) la Grandinetti ebbe una patologia depressiva: venne ricoverata nell'ospedale psichiatrico di Roma Santa Maria della Pietà, dove morì nel 1977.